# 1933 aux États-Unis
Pour des articles plus généraux, voir Chronologie des États-Unis et 1933.
Chronologie des États-Unis
- 1929
- 1930
- 1931
- 1932
- 1933
- 1934
- 1935
- 1936
- 1937

Cette page concerne des événements d'actualité qui se sont produits durant l'année 1933 du calendrier grégorien aux États-Unis.

## Gouvernement
- Président : Herbert Hoover jusqu'au 4 mars, puis Franklin D. Roosevelt
- Vice-président : Charles Curtis jusqu'au 4 mars, puis John N. Garner
- Secrétaire d'État : Henry L. Stimson jusqu'au 4 mars, puis Cordell Hull
- Chambre des représentants - Président

## Événements
- Paroxysme de la crise. Agitation agraire. Loi martiale dans certains comtés du Midwest.
- 5 janvier : début de la construction du Golden Gate Bridge dans la baie de San Francisco.
- 15 février : tentative d'assassinat contre le Président Franklin Delano Roosevelt à Miami (Floride).
- 17 février : première parution du magazine Newsweek.
- 20 février : 21e amendement de la constitution des États-Unis, supprimant la prohibition de l'alcool.
- 3 mars : vote du Buy American Act, loi sur la préférence nationale, qui favorise les produits fabriqués aux États-Unis.
- 4 mars : Franklin Delano Roosevelt (démocrate) devient le 32e président des États-Unis d'Amérique (fin en 1945).
- 6 mars :
  - Fermeture des banques et embargo sur les exportations d’or et d’argent.
  - Dévaluation de 20 % du dollar.
- 7 mars : invention du jeu « Monopoly »  par Charles Darrow alors qu'il était chômeur, commercialisé en 1935.
- 9 mars-16 juin : cent jours. Début de la nouvelle politique économique américaine, le « New Deal ».
- 9 mars : Glass-Steagall Act (réforme des banques) : séparation effective entre les banques d'affaires et les banques de dépôt.
- 20 mars : Economy Act : le président Roosevelt signe cette loi ordonnant d'importantes coupes budgétaires notamment dans le salaire des fonctionnaires et des pensions.
  - Si la loi permet l'économie d'1 milliard de dollars au budget fédéral, elle s'avère rapidement inefficace face aux importantes dépenses induites par la politique sociale du New Deal. Le secrétaire du budget, Lewis Douglas, qui a conçu cette loi, remettra sa démission, devant son échec.
- 31 mars : Civilian Conservation Corps chargé d’employer 250 000 jeunes dans des tâches de conservation du sol et de reboisement.
- Avril : les États-Unis abandonnent l'étalon-or.
- 7 avril : la prohibition de l'alcool est officiellement levée.
- 12 mai :
  - Vote de l'Acte de l'ajustement agricole (Agricultural Adjustment Act), volet agricole du New Deal (rétablissement des prix agricoles par la réduction de la production moyennant indemnités).
  - Federal Land Banks : dotée d'1 milliard de dollars de budget, elle est chargée de secourir les fermiers endettés.
  - Federal Emergency Relief Administration : dotée d'un budget de 4 milliards de dollars, elle gère les dons aux programmes d’assistance et les programmes de travaux publics des États et municipalités.
- 22 mai : exposition universelle de Chicago.
- 27 mai : Federal Securities Act (livraison au public d’informations complètes lors de toute émissions d’actions).
- 13 juin : Home Owners Refinancing Loan Act (refinancement des hypothèques immobilières pour réduire les expulsions).
- 16 juin :
  - Loi garantissant les 5000 premiers dollars des comptes en banque et différenciant les établissements de dépôts chargés des opérations de crédit et les banques d’affaires.
  - Le National Industrial Recovery Act (N.I.R.A.) cherche à relancer des prix industriels par la limitation de la production et l’accroissement du pouvoir de consommation ; Il crée deux administrations, le National Recovery Administration (N.R.A., organisation de la production par la disparition de la concurrence) et la Public Works Administration (agence centralisant la politique de travaux publics). La loi sera déclarée anticonstitutionnelle par la Cour Suprême car elles donnait des prérogatives législatives au pouvoir exécutif.
  - Création de la Tennessee Valley Authority (construction de barrages hydroélectriques, production d’engrais).
- 17 juin : massacre de Kansas City, tournant dans l'histoire du FBI. Un gang mené par Vernon Miller tente de libérer Frank "Jelly" Nash, un prisonnier fédéral sous la garde de quelques officiers de police qui le ramènent au pénitencier de Leavenworth dans le Kansas. Une terrible fusillade oppose les membres du gang lourdement armés et les officiers de police. La tentative d’évasion se solde par la mort de quatre officiers de police ainsi que d'un criminel et fugitif du dépôt ferroviaire d'Union Station à Kansas City dans le Missouri. La fusillade fait la une de tous les journaux du pays et force le FBI a réformer complètement la gestion et le transfert des prisonniers coupables de crimes fédéraux.
- 8 novembre : création du Civil Works Administration. Cette agence gouvernementale fournira du travail dans le secteur du BTP aux chômeurs victimes de l'hiver 1933-1934 et de la Grande Dépression. Environ 4,5 millions de personnes seront embauchées par l'agence.
- Novembre : les États-Unis reconnaissent le gouvernement soviétique.
- 2 décembre : Securities Act. Loi transférant la fonction de vérification des comptes financiers des entreprises des comités d’audit internes vers les auditeurs externes indépendants.
- 5 décembre : fin de la prohibition
- New Deal : les dépenses fédérales augmentent à 4,6 milliards de dollars. Les hausses d'impôt décrétées par l’administration atteignent 2,0 milliards de dollars. 2,6 milliards de dollars de déficit.
- Le nombre de chômeurs atteint 13 600 000, soit le quart de la population active.
- Trois millions de syndiqués.
- Sir Malcolm Campbell atteint 408 km/h en automobile sur la plage de Daytona[1]
- Calder produit ses premiers mobiles.

## Naissances en 1933
- 14 janvier : Stan Brakhage, réalisateur de cinéma. († 9 mars 2003)
- 21 février : Nina Simone, pianiste et chanteuse. († 21 avril 2003)
- 30 avril : Willie Nelson, acteur, producteur, guitariste américain et chanteur de musique country.
- 20 juillet : Cormac McCarthy, écrivain américain.
- 10 août : Doyle Brunson, champion de poker.
- 25 août : Wayne Shorter, saxophoniste et compositeur de jazz.
- 1er septembre : Rocky Marciano, boxeur américain. († 31 août 1969)
- 27 octobre : Floyd Cramer, pianiste de musique country. († 31 décembre 1997)
- 10 novembre : Ronald Evans, astronaute américain, pilote du dernier vol habité vers la lune Apollo 17. († 17 avril 1990)
- 14 novembre : Fred Haise, astronaute sur Apollo 13

## Décès en 1933
- 18 février : James J. Corbett, champion du monde de boxe. (° 1er septembre 1866)
- 2 mars : Thomas James Walsh, avocat et homme politique, le jour de son investiture en tant que ministre de la Justice. (° 12 juin 1859)